# Alba pagana
Alba pagana è un film drammatico italiano del 1970 di Ugo Liberatore, che vanta attori come Rossella Falk e Jane Birkin, ambientato nella più nota e prestigiosa università britannica, quella di Oxford, in un'epoca di grande popolarità del mondo d'oltremanica, soprattutto tra i giovani dell'epoca. Una visione nostrana del mondo anglosassone e delle sue antiche convenzioni, tradizionaliste e conservatrici, stridenti con un mondo in cambiamento ed una generazione ribelle, a cavallo con gli anni Sessanta e Settanta. A farne le spese sarà uno studente italiano, fin troppo disinvolto e velleitario.
Il film circolò nelle sale italiane con il divieto ai minori di anni 18. Fu poi trasmesso in TV nelle prime emittenti televisive italiane nel 1980 e mai più riproposto.

## Trama
Valerio Montelli riesce con delle raccomandazioni ad entrare nell'università di Oxford, impegnandosi per entrare nelle grazie dell'ambiente, formale e diffidente, brillando più nelle attività extra che non nel profitto. Oltre a vincere delle gare di canottaggio, Valerio entra nelle simpatie della moglie del suo preside Finlake e soprattutto di sua figlia Flora, ragazza di Rodrick, temuto leader degli studenti del suo corso. Critico e diffidente nei suoi confronti, Rodrick trova ora il pretesto per vessarlo, rammentandogli per esempio come gli italiani brillino in slealtà e machiavellismo, suscitandogli un crescendo di ira fino a divenire inviso nell'ateneo, in quanto mostra aperta riluttanza verso ogni regola di condotta che punitiva, fino a sottrarsi al rito della "rusticazione", flagellatura che prelude all'espulsione. Valerio trama la sua vendetta, contro Rod e la famiglia di Finlake, onde "screditare" l'ipocrisia delle convenzioni, fino a causare lo stupro collettivo di Flora durante il "May Morning", la maggiore festa studentesca locale, tra bagordi ed ubriacature. La reazione violenta della ragazza non si fa attendere, picchiando a morte Valerio oramai sbronzo e caduto nel Tamigi.